# Яндон
Яндон (кор. 양동마을) — традиционная корейская деревня времён династии Чосон, расположенная в Республике Корея к северо-востоку от города Кёнджу, Кёнсан-Пукто.
Яндон, основанный в XV веке, является важной частью наследия корейской культуры, сохраняя многие архитектурные здания и народные обычаи периода Чосон. Деревня также является территорией, сохранившей много артефактов, связанных с образом жизни корейской знати — янбанов.
Поселение входит в список объектов Всемирного наследия ЮНЕСКО вместе с другой традиционной деревней, Хахве, с 2010 года.